# فوربزتاون (کالیفرنیا)
فوربزتاون (به انگلیسی: Forbestown) یک منطقهٔ مسکونی در ایالات متحده آمریکا است که در شهرستان بیوت، کالیفرنیا واقع شده‌است. فوربزتاون ۱۶٫۲۶۵ کیلومتر مربع مساحت و ۳۲۰ نفر جمعیت دارد و ۸۴۵ متر بالاتر از سطح دریا واقع شده‌است.